# Denise Di Novi
Denise Di Novi (Los Angeles, 21 de março de 1956) é uma produtora cinematográfica e cineasta norte-americana.